# Limonium spathulatum
Limonium spathulatum är en triftväxtart som först beskrevs av René Louiche Desfontaines, och fick sitt nu gällande namn av Carl Ernst Otto Kuntze. Limonium spathulatum ingår i släktet rispar, och familjen triftväxter. Inga underarter finns listade i Catalogue of Life.